# Сёмин, Альберт Семёнович
Альберт Семёнович Сёмин (р. 26 июля 1937) — советский и российский учёный-агроном

, заслуженный агроном РСФСР, доктор сельскохозяйственных наук.

## Биография
Родился в селе Сараи Сараевского района Рязанской области в семье руководителя района.
А. С. Семин заканчивает в 1955 году среднюю школу, и год работает в колхозе, который возглавляет его отец: молотобойцем в кузнице, электриком, помощником бригадира посевной бригады.
В 1956 году поступает в Харьковский сельскохозяйственный институт и в 1961 году с отличием заканчивает его. Год (1961—1962 гг.) работает старшим агрономом совхоза «Победа» Харьковской области.
С 1962 года по 1974 трудится старшим, главным агрономом Белгородского района, начальником сельхозуправления, первым секретарем Белгородского РК КПСС, заведующим сельхозотделом Белгородского обкома партии.
В конце 1974 года переводится в распоряжение Министерства сельского хозяйства — первым заместителем Главка зерна, начальником крупнейшего в стране объединения «Сортсемпром РСФСР», заместителем председателя Госагропрома РСФСР, отвечает за производство зерна в России. С 1986—1992 годах — заместитель министра.
В 1993 году уходит из Министерства и создает семеноводческую компанию «Российские семена», с филиалами в 53 областях. Возглавляет её до 2013 г.
В 1998 году — советник по сельскому хозяйству председателя Совета Федерации РФ.
Одновременно с работой с 1970 года занимался публицистикой, с 1971 по 2020 годы печатается в «Литературной газете», выходят его книги: «Необъявленный приговор» — об опыте Белгорода, пьеса «Колея» — под псевдонимом ставится в Белоруссии и на Урале, демонстрируется по Свердловскому телевидению. С 2005 публикуются романы «Законы кашалота» (о засилии чиновников), «Тайные олигархи» (о губернаторах России), повести «Выход из кризиса или агония» и «Зона национального бедствия», роман "Горькое счастье (о Н. С. Хрущеве), роман «Затмение» приносит ему известность, как литератора и признается одним из лучших произведений о сельском хозяйстве в последние годы (2016 г.).
Печатается в художественно-политическом журнале «Современник», «Знамя», «Молодая гвардия», «Политический журнал» и «Сельская жизнь». В 1984 году получил первую премию за лучший очерк в журнале «Молодая гвардия».
Награждён четырьмя орденами и шестью медалями.

## Работы
Автор десяти научных работ, монографии «Стратегия и тактика селекции и семеноводства на современном этапе РФ», книг «Селекция и семеноводство в условиях рынка», «Коммерческие сорта».
С 1975 года является внештатным публицистом «Литературной газеты». Перечень вышедших статей за последние 10 лет: «Плач хлеба» (27.06.18), «Хлеба и головы» (21.01.16-28.01.16), «Проселки правды» (16.09.15), «Зерновой клин» (11.02.15), «Доктрина или декларация» (28.04.10), «Головокружение без успехов» (03.02.10), «Минус „фермеризация“» (11.11.09).